# Tam thụ hùng giòn
Tam thụ hùng giòn (danh pháp khoa học: Trigonostemon fragilis) là một loài thực vật thuộc họ Euphorbiaceae. Đây là loài đặc hữu của Việt Nam.